# بريان فليتشير
بريان فليتشير (بالإنجليزية: Bryan Fletcher)‏ هو لاعب كرة قدم أمريكية أمريكي، ولد في 23 مارس 1979.

## وصلات خارجية
- بريان فليتشير على موقع مرجع كرة القدم المحترفة.كوم (الإنجليزية)